# Clinopodium
Clinopodium - је род цветница из породице уснатица (Lamiaceae). Припада трибусу Mentheae из попородице Nepetoideae, али је филогенетски положај недовољно разјашњен.  
Име рода Clinopodium потиче од латинског clinopodion или грчког klinopodion,  народних имена за Clinopodium vulgare. Грчки клино значи „кревет” и podion значи „мало стопало”.
Clinopodium врсте за исхрану користе  ларве неке врсте Лепидоптера, укључујући Coleophora albitarsella.
Различите врсте рода Clinopodium се користе као лековите биљке. На пример, С. laevigatum се користи у Мексику као чај под називом „Полео” или „јерба де Борачо”, лечи мамурлук, бол у стомаку и јетри.

## Таксономија
Род Clinopodium је различито дефинисан према различитим ауторима. Неки га ограничавају на само 13 врста, уско повезаних са типском врстом, Clinopodium vulgare. Према новијој ревизији породице Lamiaceae Clinopodium обухвата око 100 врста, укључујући и родове Acinos, Calamintha, и Xenopoma. Род у овом обиму, под називом Clinopodium sensu lato (у ширем смислу), према истраживањима из  2004. године је полифилетски.

## Одабране врсте
| - Clinopodium acinos (L.) Kuntze - Clinopodium ashei (Weath.) Small - Clinopodium bolivianum (Benth.) Kuntze - Clinopodium brownei (Sw.) Kuntze - Clinopodium chandleri (Brandegee) P.D.Cantino & Wagstaff - Clinopodium chinense (Benth.) Kuntze - Clinopodium coccineum (Nutt. ex Hook.) Kuntze - Clinopodium dentatum (Chapm.) Kuntze - Clinopodium fasciculatum (Benth.) Harley - Clinopodium georgianum - Clinopodium glabellum (Michx.) Kuntze | - Clinopodium glabrum (Nutt.) Kuntze - Clinopodium gracile (Benth.) Kuntze - Clinopodium hakkaricum Hakkari (Turkey) Clinopodium - Clinopodium laevgatum - Clinopodium menthifolium (Host) Stace - Clinopodium mimuloides (Benth.) Kuntze - Clinopodium mutabile (Epling) Harley - Clinopodium nepeta (L.) Kuntze - Clinopodium umbrosum (M.Bieb.) K.Koch - Clinopodium vimineum (L.) Kuntze - Clinopodium vulgare (L.) |